# Teherán–Kom–Iszfahán nagysebességű vasútvonal
A Teherán–Kom–Iszfahán nagysebességű vasútvonal egy építés alatt álló, 410 km hosszúságú, normál nyomtávolságú nagysebességű vasútvonal Iránban Teherán és Iszfahán között. Ez lesz az első valóban nagysebességű vasútvonal Iránban. Az építkezés 2015. február 25-én kezdődött. A vasútvonal a Teherán és Iszfahán közötti utazási időt csökkentené, Komon keresztül haladva, miközben érintené a Teheráni nemzetközi repülőteret is.
A projektet egy kínai konzorcium valósítja meg a China Railway Engineering Corporation vezetésével. A befejezést 2021-re tervezték, de a projekt csúszásban van.

## Koncepció
Ez a vonal volt az első nagysebességű vasútvonal, amelyet az iszlám forradalom után, 1990 körül javasoltak. A rendelkezésre álló technológia 270 km/h sebességet tett lehetővé, mint a franciaországi TGV és a németországi ICE esetében.
Miután elfogadták a Teherán–Mashhad vasútvonal villamosítására vonatkozó javaslatot, és a célsebességet 200-ra emelték a mozdonyvontatású vonatok és 250-re a motorvonatok esetében, a Teherán–Eszfahán nagysebességű vasútvonal terveit 2006-ban ismét tanulmányozták a sebesség növelése érdekében.
Az akkor rendelkezésre álló technológia és szabvány 350 km/h sebesség elérésére volt alkalmas. Ezt javasolták a közúti és közlekedési miniszternek. A témát egy tanácsadóhoz utalták, a pálya geometriáját pedig újra tanulmányozták, és a Kom–Eszfahán közötti szakasz 70%-án a 350-es sebességet elfogadhatónak találták.

## Járművek
A vasútvonalon a Kínától használtan megvásárolni kívánt CRH3 sorozatú Siemens Velaro motorvonatokat szeretnék használni.